# Vatikanhøjen
Vatikanhøjen (latin Vaticanus Mons) er det navn som længe før den kristne æra blev givet til en af højene på floden Tiberens højre (vestre) bred, på den modsatte side af Roms syv høje. Det er muligt at en etruskisk by ved navn  Vaticum lå her. 
I 100-tallet lå der et romersk cirkus op under Vatikanhøjen, og i åssiden op mod højen var der et gravfelt. Peterskirken er bygget over gravfeltet, således at højalteret i kirken ligger lige over den grav som man tidligt har udpeget som apostlen Peters grav. Ved bygningen af Peterskirken blev en stor del af højen planeret. 
| \| Portal \| Portal:Kristendom \| |                   |
| Portal                            | Portal:Kristendom |

41°54′13″N 12°27′01″Ø / 41.90361°N 12.45028°Ø